# Dušan Pašek senior
Dušan Pašek senior (* 7. September 1960 in Bratislava, Tschechoslowakei; † 15. März 1998 ebenda) war ein slowakischer Eishockeyspieler, der in seiner aktiven Zeit von 1977 bis 1993 unter anderem für die Minnesota North Stars in der National Hockey League gespielt hat. Sein Sohn Dušan Pašek junior war bis zu seinem Tod im November 2021 ebenfalls ein professioneller Eishockeyspieler.

## Karriere

### Vereinskarriere
Dušan Pašek begann seine Karriere als Eishockeyspieler in seiner Heimatstadt in der Nachwuchsabteilung von Slovan ChZJD Bratislava, für das er von 1977 bis 1985 in der 1. Liga, der höchsten tschechoslowakischen Spielklasse, aktiv war. Anschließend verbrachte er die Saison 1985/86 beim Armeesportklub HC Dukla Jihlava, ehe er für weitere zwei Jahre nach Bratislava zurückkehrte. In der Saison 1986/87 wurde der Center in das erste All-Star Team der 1. Liga gewählt. In der Saison 1988/89 lief er für die Minnesota North Stars in der National Hockey League auf, die ihn bereits im NHL Entry Draft 1982 in der vierten Runde als insgesamt 81. Spieler ausgewählt hatten. Für Minnesota erzielte er in seiner einzigen NHL-Spielzeit in insgesamt 50 Spielen fünf Tore und zehn Vorlagen. In der Saison 1989/90 kam der tschechoslowakische Nationalspieler zunächst nur für Minnesotas Farmteam Kalamazoo Wings in der International Hockey League zum Einsatz, woraufhin er nach Europa zurückkehrte und einen Vertrag beim HC Lugano aus der Nationalliga A unterschrieb. Mit Lugano wurde er am Saisonende auf Anhieb Schweizer Meister. Die Saison 1990/91 begann er bei seinem Heimatverein Slovan ChZJD Bratislava in der höchsten tschechoslowakischen Spielklasse, ehe er den Großteil der Spielzeit bei Asiago Hockey aus der italienischen Serie A1 verbrachte. Zuletzt trat er für den HC Ambrì-Piotta in der Schweizer NLA an. Die Saison 1991/92 verbrachte er wiederum in Italien beim SHC Fassa. Im Anschluss an die Saison 1992/93, in der er bei KalPa Kuopio in der finnischen SM-liiga auf dem Eis stand, beendete er seine Karriere im Alter von 33 Jahren.
Mitte der 1990er Jahre wurde Pašek zum Vereinspräsidenten von Slovan Bratislava ernannt. Im Dezember 1997 folgte zudem die Ernennung zum Präsidenten des Slowakischen Eishockeyverbands. In beiden Ämtern war er bis zu seinem Suizid im März 1998 tätig, dessen genauen Hintergründe bis heute ungeklärt sind. Beigesetzt wurde er auf dem Friedhof Slávičie údolie in seiner Heimatstadt Bratislava. Im Jahr 2007 wurde er postum in die Slowakische Hockey Hall of Fame aufgenommen.

### International
Für die Tschechoslowakei nahm Pašek im Juniorenbereich an der U18-Junioren-Europameisterschaft 1978 sowie den U20-Junioren-Weltmeisterschaften 1979 und 1980 teil. Im Seniorenbereich stand er im Aufgebot seines Landes bei den Weltmeisterschaften 1982, 1983, 1985, 1986 und 1987 sowie bei den Olympischen Winterspielen 1984 in Sarajevo und 1988 in Calgary. Darüber hinaus vertrat er die Tschechoslowakei 1981, 1984 und 1987 beim Canada Cup. In 196 Länderspielen erzielte er 69 Tore für die Tschechoslowakei.

## Erfolge und Auszeichnungen

### Vereinskarriere
- 1979 Tschechoslowakischer Meister mit Slovan Bratislava
- 1987 Bester Vorlagengeber der 1. Liga
- 1988 All-Star-Team der 1. Liga
- 1990 Schweizer Meister mit dem HC Lugano
- 2007 Aufnahme in die Slowakische Hockey Hall of Fame

### International
- 1979 Silbermedaille bei der Junioren-Weltmeisterschaft
- 1982 Silbermedaille bei der Weltmeisterschaft
- 1983 Silbermedaille bei der Weltmeisterschaft
- 1984 Silbermedaille bei den Olympischen Winterspielen
- 1985 Goldmedaille bei der Weltmeisterschaft
- 1987 Bronzemedaille bei der Weltmeisterschaft
- 1988 Bester Torschütze bei den Olympischen Winterspielen (gemeinsam mit Wladimir Krutow)

## Karrierestatistik

### International
(Legende zur Spielerstatistik: Sp oder GP = absolvierte Spiele; T oder G = erzielte Tore; V oder A = erzielte Assists; Pkt oder Pts = erzielte Scorerpunkte; SM oder PIM = erhaltene Strafminuten; +/− = Plus/Minus-Bilanz; PP = erzielte Überzahltore; SH = erzielte Unterzahltore; GW = erzielte Siegtore; 1 Play-downs/Relegation; Kursiv: Statistik nicht vollständig)